# Martinêz Galimberti Nunes
Martinêz Galimberti Nunes (Porto Alegre, ) é um compositor, maestro, arranjador e violista brasileiro.

## Biografia
Possui título de Bacharel em Música pela Universidade Federal do Rio Grande do Sul e é formado em viola pelo Conservatório Pablo Komlós - Ospa. Atua como violista e chefe do naipe das violas na Orquestra de Câmara Fundarte. É membro fundador do Grupo Ex-Machina, no qual, desde 1997 atua como compositor e intérprete de música erudita de vanguarda. Com o Ex-Machina, realizou apresentações no Brasil, Argentina e Uruguai. 
É regente, arranjador e diretor musical do grupo vocal Da Boca Pra Fora, fundado em 1991 e especializado em música popular brasileira à capela.
Em 1995 participou da estréia mundial da obra Linhas Contorcidas de Bruno Kiefer. Em 2002 foi indicado ao Prêmio Açorianos de Música na categoria de melhor compositor erudito. Em 2005 teve sua obra Caminho do Rei, escrita para orquestra sinfônica, estreada pela Orquestra Unisinos regida pelo maestro suíço Karl Martin e a obra Hemisférios, escrita para orquestra de cordas estreada pela Orquestra Sesi/ Fundarte.

## Obra

### Discografia
- Ex-Machina. Um Som Que Não Soa, 2002..[4]
- Ex-Machina. Ex-Machina, 1998..[5]

### Participações em discos
- Yanto Laitano. Nocaute!, 2006..[6]
- Orquestra Unisinos. Orquestra Unisinos, participação como violonista, 2004.
- Orquestra Sesi/Fundarte. Orquestra Sesi/Fundarte, participação como violista, 2000.